# 上沢謙二
上沢 謙二（うえざわ けんじ、1890年11月21日 - 1978年7月7日）は、日本の児童文学者童話作家教育者である。

## 経歴
1890年に栃木県上都賀郡東大芦村（現 鹿沼市）に生まれる。地元の引田尋常小学校および高等科を卒業して上京。日本銀行に見習いとして採用される。1907年、日本基督教団日本橋教会で洗礼を受け、以後、キリスト者の道を歩む。1919年に結婚した後に日本銀行を退職、アメリカ合衆国へ留学する。1923年にワシントン州立大学教育学部卒業後、帰国。子供之友編集主任、日本キリスト教文化協会長などを歴任する。1938年、洗足幼稚園の経営を引き継ぐが、戦局の悪化に伴い1944年に休園。やがて1945年3月の東京大空襲により幼稚園が焼失し、郷里に疎開させていた家族のもとへ戻る。
戦後、鹿沼を拠点にしつつも上京し、日本日曜学校協会主事、婦人之友社編集担当を引き受け、一方でキリスト教児童文学としての口演童話、幼児童話などを執筆し始めた。1952年頃には地域からの要請を受ける形で鹿沼幼稚園の園長に就任。加えて地域の様々な職の要請も入り、栃木県労働委員会会長、労働争議斡旋委員など地方自治体がらみの仕事も引き受けた。教育関係では東京家政大学教授、川村短期大学講師も務め、鹿沼と東京を往復する多忙な生活をしながら執筆、編集作業を続けた。1957年（昭和32年）には「日本児童文学者協会鹿沼支部」を創設、同支部は1961年（昭和36年）に「河鹿の会」と改名し、現存する。1960年、日本児童文芸家協会から児童文化功労者として表彰を受ける。
1978年7月7日、老衰のため死去。87歳。告別式は園長を務めた鹿沼幼稚園で行われた。

## 著作・編集・原案
- 『うみやまがっせん』（福音館書店）
- 『３びきのこどものひつじ』（福音館書店 1984年）
- 『世界クリスマス伝説集』編（中央出版社 1965年）
- 『クリスマス童話伝説集』編（ヨルダン社 1965年）
- 『クリスマスのほし』案（福音館書店 1964年）
- 『保育のための童話学』（恒星社厚生閣 1963年）
- 『ママのお話 : 話し方・作り方』（大日本図書 1963年）
- 『2〜3才の幼児のためのママのお話:話し方・作り方』（大日本図書 1963年）
- 『新幼児ばなし三百六十五日』（恒星社厚生閣 1963年）
- 『三にんのおうじ:あべこべばなし』編（大日本図書 1963年）
- 『新保育読本』（フレーベル館 1957年）
- 『保育のための童話学』
- 『いま、ここ保育』（恒星社厚生閣 1955年）
- 『マタイの福音書』訳（愛之事業社 1941年）
- 『ルカの福音書』訳（愛之事業社 1941年）
- 『母のための赤ちゃんばなし』（厚生閣 1942年）
- 『ルカのうれしいおしらせ』訳（子供聖書刊行会 1929年）
- 『耶蘇伝』（洛陽堂 1916年）